# Tuccia

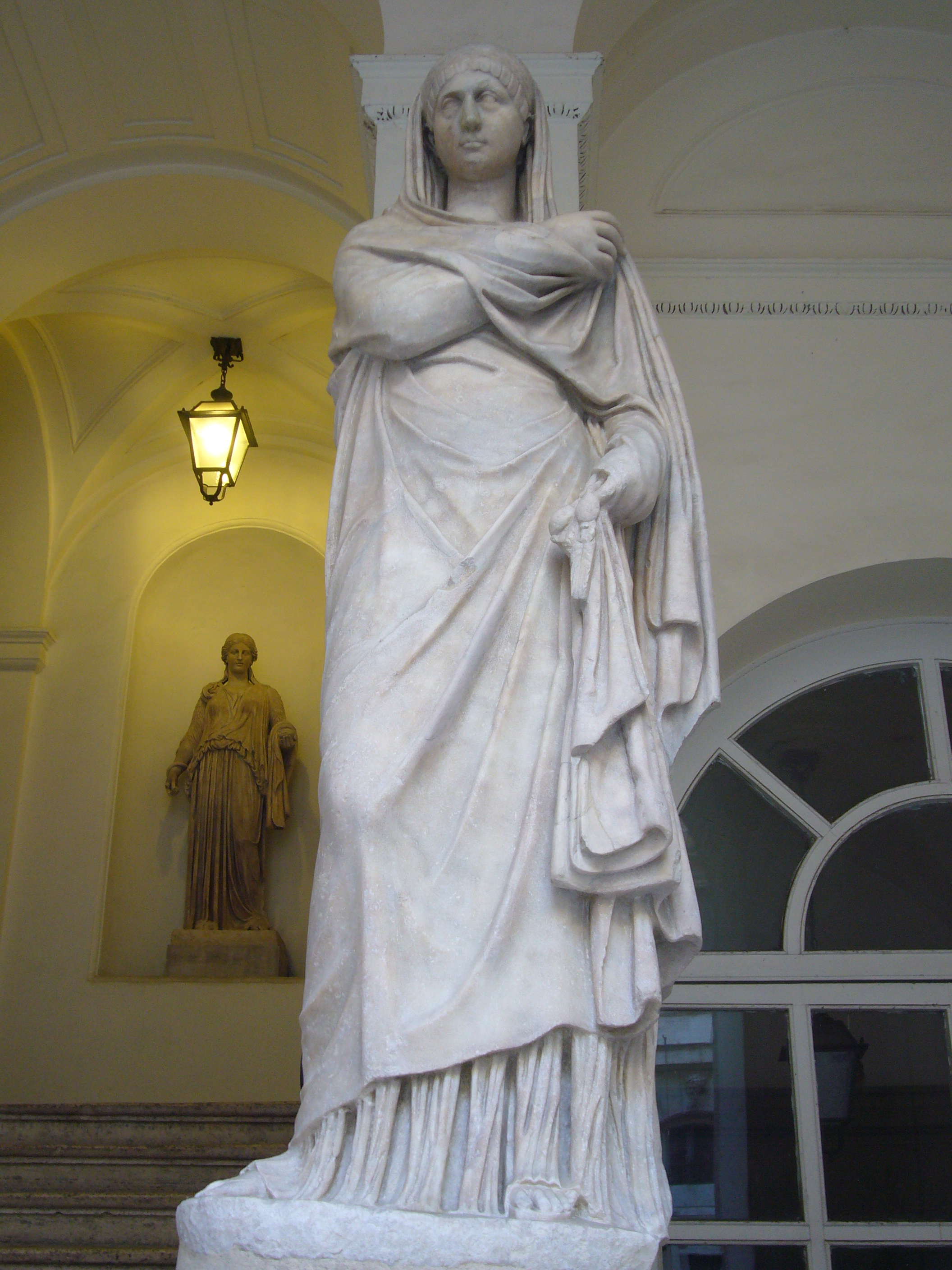
Vestale

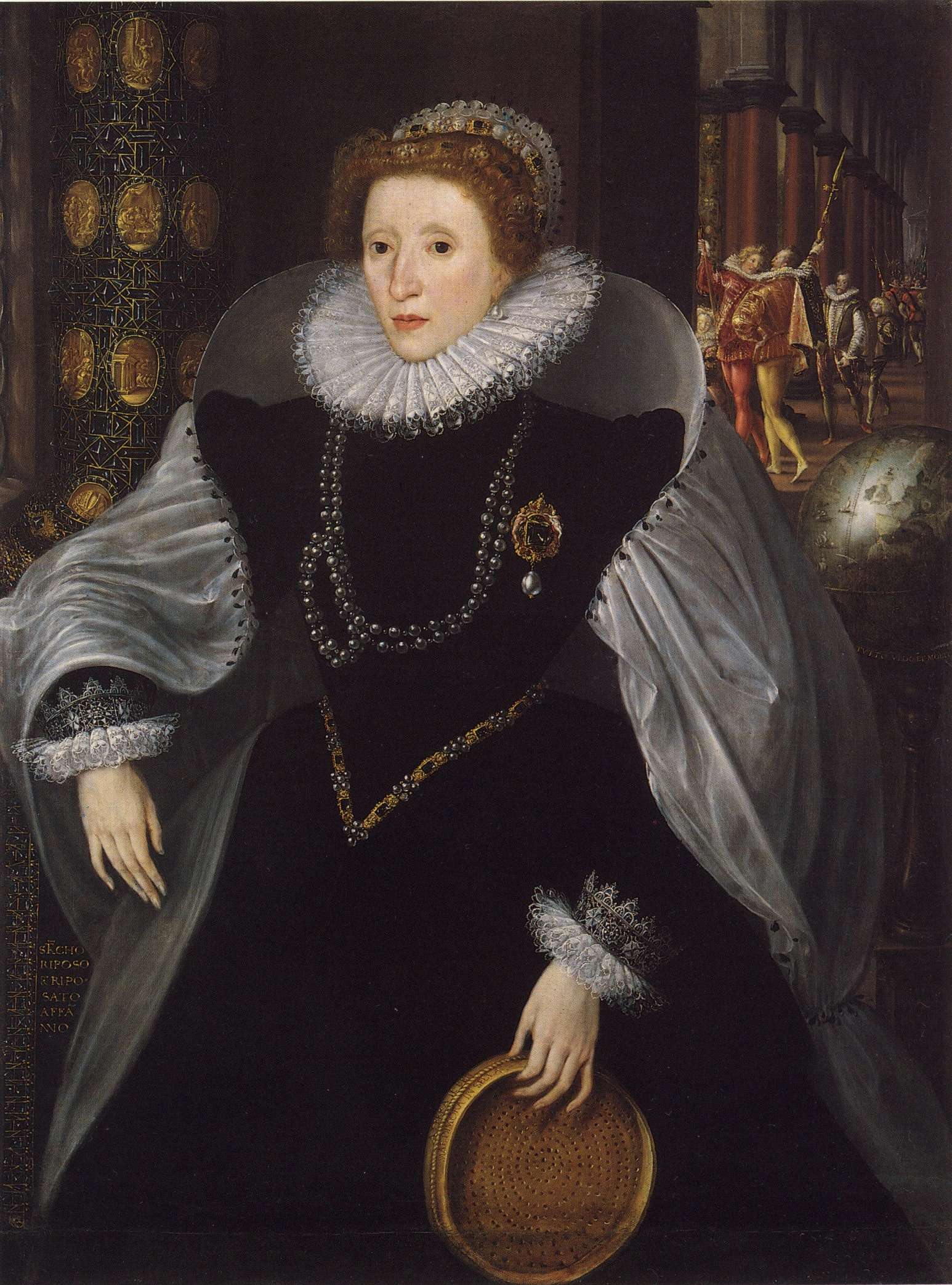
Quentin Metsys il Giovane, Ritratto di Elisabetta I con il crivello di Tuccia in mano

Tuccia o Tuzia è stata una leggendaria vestale romana protagonista di una vicenda narrata da Tito Livio, Valerio Massimo e Dionigi di Alicarnasso.

## La vicenda
Tuccia era stata ingiustamente accusata di aver violato il voto di castità (incestum), colpa punita con una pena severissima. La vestale chiese di poter provare la sua innocenza sottoponendosi a una ordalia consistente nel tentare di raccogliere l'acqua del Tevere con un setaccio, dopo aver richiesto l'aiuto della dea Vesta. La prova riuscì e Tuccia venne ritenuta innocente.

## Nell'arte
La leggenda di Tuccia ricorre frequentemente in opere letterarie o in raffigurazioni. Fra i numerosi altri artisti che hanno raffigurato Tuccia si ricordano Domenico Corvi, Polidoro da Caravaggio, Giovan Battista Moroni, Antonio Corradini, Andrea Mantegna, Andrea Casali e Carlo Maratta e Lattanzio Gambara.

## Simbologia
- Per Francesco Petrarca, Tuccia era il simbolo della Pudicizia:

(Francesco Petrarca,I Trionfi,Il trionfo della pudicizia)
- Per Cesare Ripa, Tuccia era la rappresentazione della Castità[2].
- L'immagine della vestale con un setaccio in mano, simbolo di Verginità, si ritrova spesso nei cassoni nuziali. Un riferimento alla vicenda della vergine vestale è presente in un ritratto di Elisabetta I d'Inghilterra, raffigurata da Quentin Metsys il Giovane con un crivello in mano.
- La figliuola di Carlo Maratta, Faustina Maratti, che aveva subito un tentativo di ratto a cui i familiari dell'assalitore addirittura fecero seguire delle calunniose accuse per le quali la Maratti subì un lungo procedimento giudiziario, vide in Tuccia la perseguitata dagli uomini che riusciva a dimostrare la propria innocenza con l'aiuto della Divinità[3]
- Fuori dal coro, Giovenale che nella VI satira (nota come "Contro le donne") rappresenta Tuccia come incapace di vincere la lussuria[4].